# Turó de l'Home
El Turó de l’Home (Colina del Hombre en español) es la montaña más alta del macizo del Montseny, en España, con una altura de 1712 m; lo que lo sitúa por encima de las otras dos cimas más representativas del macizo, Les Agudes y El Matagalls. El pico y las  montañas cercanas hacen de divisoria de aguas entre la riera (arroyo) de Santa Fe y el nacimiento del río Tordera.
Debido a la guarnición militar que hubo allí durante años, y al observatorio meteorológico de la cima, se puede acceder fácilmente en vehículo particular por el desvío de la carretera BV-5114 siguiendo un camino asfaltado. El observatorio es uno de los más antiguos de Cataluña con datos que indican que se comenzó a construir en 1881.
El vértice geodésico situado en la propia cima está situado a una altitud exacta de 1707,811 m s. n. m. según el Instituto Geográfico Nacional. De acuerdo al Instituto Cartográfico de Cataluña este se encuentra a una altitud de 1705,78 m.

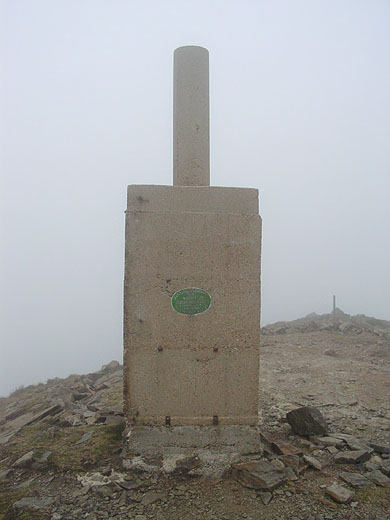
Vértice geodésico en la cima del Turó de l'Home.

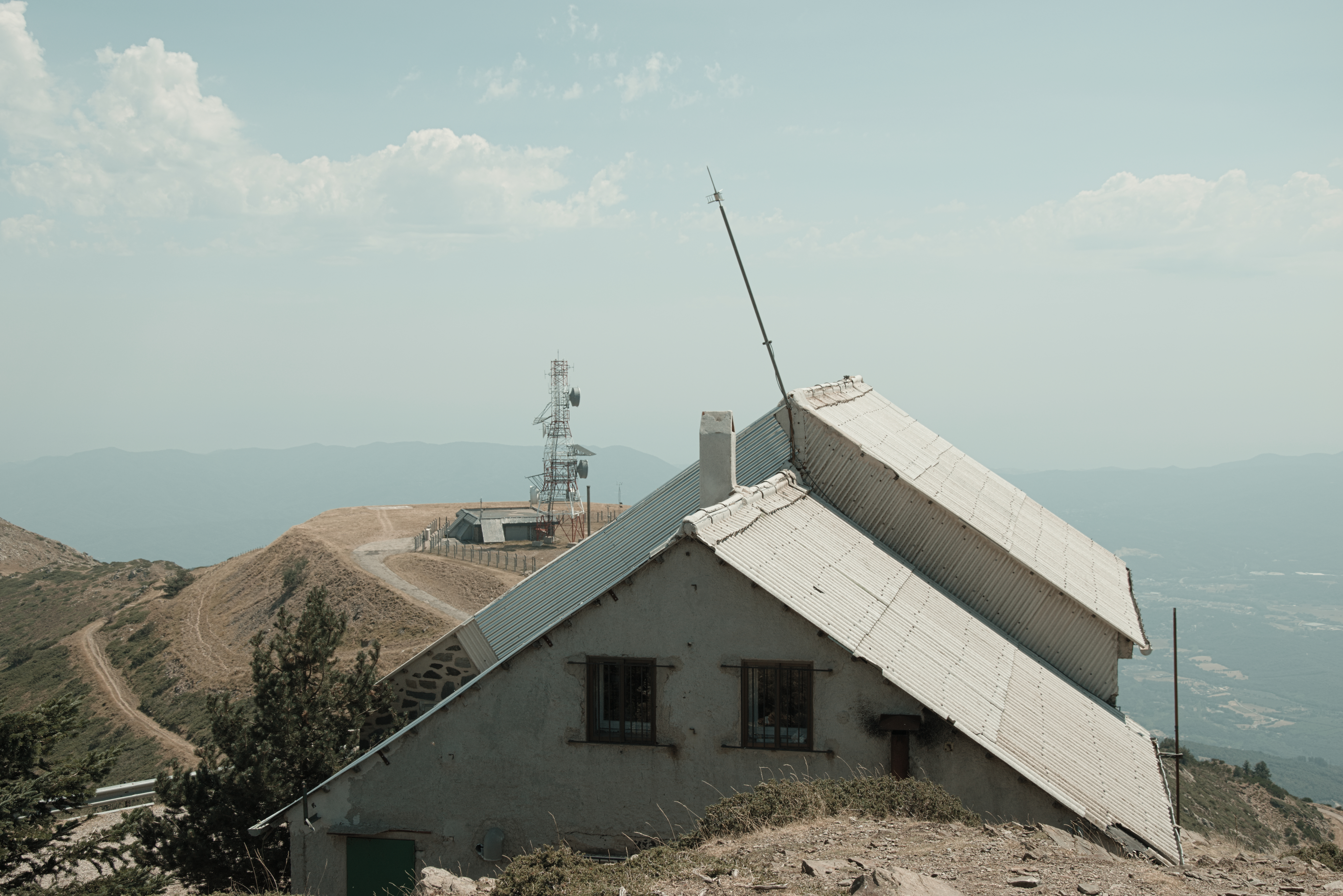
Observatorio meteorológico en la cima del Turó de l'Home

## Clima
De acuerdo a los datos de la tabla a continuación y a los criterios de la clasificación climática de Köppen modificada el clima del Turó de l'Home es un clima oceánico fresco de tipo Cfb, cerca del límite con un clima frío Dfb.
| Parámetros climáticos promedio de Turó d l'Home en el periodo 1961-2003 | Parámetros climáticos promedio de Turó d l'Home en el periodo 1961-2003 | Parámetros climáticos promedio de Turó d l'Home en el periodo 1961-2003 | Parámetros climáticos promedio de Turó d l'Home en el periodo 1961-2003 | Parámetros climáticos promedio de Turó d l'Home en el periodo 1961-2003 | Parámetros climáticos promedio de Turó d l'Home en el periodo 1961-2003 | Parámetros climáticos promedio de Turó d l'Home en el periodo 1961-2003 | Parámetros climáticos promedio de Turó d l'Home en el periodo 1961-2003 | Parámetros climáticos promedio de Turó d l'Home en el periodo 1961-2003 | Parámetros climáticos promedio de Turó d l'Home en el periodo 1961-2003 | Parámetros climáticos promedio de Turó d l'Home en el periodo 1961-2003 | Parámetros climáticos promedio de Turó d l'Home en el periodo 1961-2003 | Parámetros climáticos promedio de Turó d l'Home en el periodo 1961-2003 | Parámetros climáticos promedio de Turó d l'Home en el periodo 1961-2003 |
| Mes | Ene.                                                                    | Feb.                                                                    | Mar.                                                                    | Abr.                                                                    | May.                                                                    | Jun.                                                                    | Jul.                                                                    | Ago.                                                                    | Sep.                                                                    | Oct.                                                                    | Nov.                                                                    | Dic.                                                                    | Anual                                                                   |
| --- | ----------------------------------------------------------------------- | ----------------------------------------------------------------------- | ----------------------------------------------------------------------- | ----------------------------------------------------------------------- | ----------------------------------------------------------------------- | ----------------------------------------------------------------------- | ----------------------------------------------------------------------- | ----------------------------------------------------------------------- | ----------------------------------------------------------------------- | ----------------------------------------------------------------------- | ----------------------------------------------------------------------- | ----------------------------------------------------------------------- | ----------------------------------------------------------------------- |
| Temp. media (°C) | 0.9                                                                     | 0.8                                                                     | 2.4                                                                     | 3.6                                                                     | 7.9                                                                     | 11.9                                                                    | 15.3                                                                    | 15.3                                                                    | 12.2                                                                    | 7.8                                                                     | 3.9                                                                     | 1.9                                                                     | 7                                                                       |
| Precipitación total (mm) | 111.2                                                                   | 66.8                                                                    | 76.1                                                                    | 75.3                                                                    | 98.1                                                                    | 74.2                                                                    | 47.3                                                                    | 71.6                                                                    | 96.9                                                                    | 136.5                                                                   | 104.1                                                                   | 112.1                                                                   | 1070.2                                                                  |
| Fuente: Ministerio de Agricultura, Alimentación y Medio Ambiente. Datos de precipitación y temperatura para el periodo 1961-2003 en la estación termopluviométrica de Montseny Turo del Home (1709 m s. n. m.). |                                                                         |                                                                         |                                                                         |                                                                         |                                                                         |                                                                         |                                                                         |                                                                         |                                                                         |                                                                         |                                                                         |                                                                         |                                                                         |